# China Records
China Records fue un sello discográfico británico fundado el 1 de octubre de 1984 por Derek Green. sus artistas más vendidos fueron Art of Noise, Morcheeba y Levellers.

## Historia
En 1986 y 1987, los lanzamientos de China Records fueron fabricados y comercializados en todo el mundo por Chrysalis Records, y luego por Polydor Records en 1988 hasta 1990. Desde 1991, los lanzamientos de sellos discográficos en el Reino Unido fueron realizados y distribuidos por Pinnacle Records, con material licenciado a varios otros sellos para su lanzamiento internacional. En febrero de 1992 Derek Green abandonó el BPI por su posición en la lista independiente, mientras que la distribución del sello se hizo mayor en  1997 cuando fue adquirida por Warner Music Group. Con este acuerdo, China se distribuyó a través de Discovery Records en los EE. UU., Y ahora se distribuye a través de Sire Records desde que se cerró Discovery. Los lanzamientos en el extranjero son manejados principalmente por Warner Manufacturing Europe.

## Filiales
- Indochina Records - una filial centrada en la música bailable.

## Algunos artistas de la discográfica
- Kevin Kitchen
- Art of Noise
- Blameless
- Daniel Davies and Jonna Parkes
- The Egg
- The Fountainhead (banda)
- Green on Red
- Levellers
- Loud
- Morcheeba
- The Name[1]
- Cheap & Nasty
- Rialto
- Labi Siffre
- The Wishplants
- Ugly As Sin
- Zion Train